# Trogon ramonianus
Trogon ramonianus là một loài chim trong họ Trogonidae.